# Domenico Gabrielli
Domenico Gabrielli (1651. április 15. vagy 1659. július 10. ? – 1690. július 10.) olasz barokk zeneszerző és virtuóz csellista. A velencei Gabrieli családdal nem volt rokonságban.
Bologna városában született, az itteni San Petronio templom zenekarának lett a zenésze, majd később a Bolognai Filharmóniai Akadémiai is a tagjai közé választotta.  Az 1680-as években Modenában működött, mint II. Francesco d’Esta herceg zenésze. 1690-ben bekövetkezett haláláig ezt a posztot töltötte be.
Gabrielli számos operát és egyházzenei darabot komponált, de elsősorban a csellóművei mutatkoztak nagy hatásúnak és maradandónak. 11 ricercar maradt fenn, részben basso continuóval, ezenkívül egy kánon és két négytételes szonáta alkotja csellóműveinek jegyzékét. A szonáták a templomi szonáta típusához tartoznak. A darabok technikája igen fejlett, virtuóz futamokkal, kettős fogásokkal, akkordjátékkal. Gabrielli mint a cselló első nagy mestere írta be a nevét a zenetörténetbe.